# 李勉之旧居
李勉之旧居是天津近代著名民营企业家、原中天电机厂经理、天津市电机工业公司经理、天津市工商联常委李勉之在天津的旧居，始建于1937年，坐落于当时的天津英租界香港道（Hong Kong Road）（今和平区睦南道74号）。目前是天津市文物保护单位和重点保护等级历史风貌建筑，并作为天津五大道近代建筑群的重要组成部分，被中华人民共和国国务院批准为全国重点文物保护单位。现部分为狗不理大酒店，部分为办公、商业用房。

## 历史

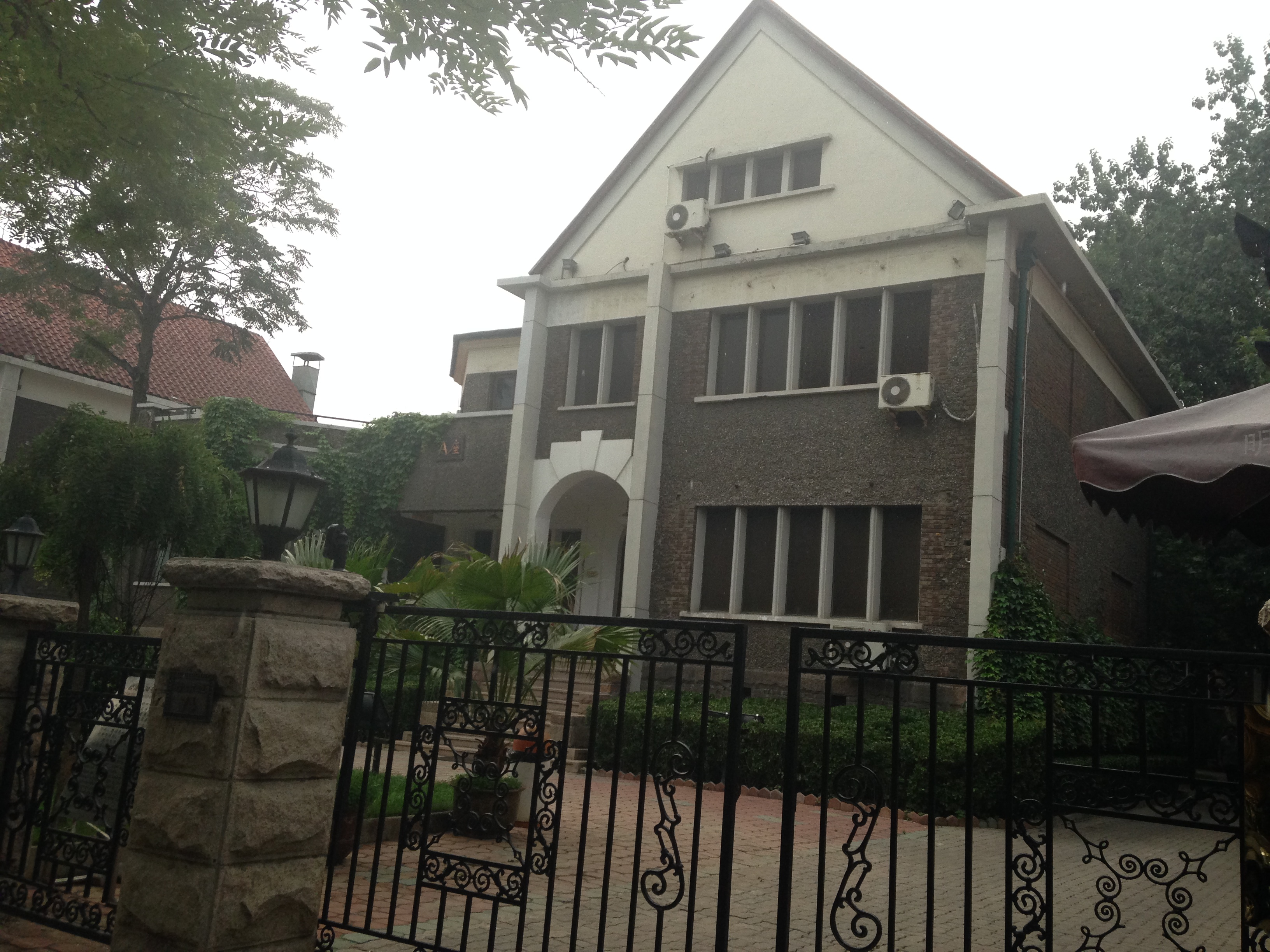

20世纪初，李勉之、李允之、李慎之、李进之兄妹四人的父亲李希明是启新洋灰公司早期重要股东之一。1933年，与人合资在天津开办了中天电机厂。1937年，李勉之聘请奥地利设计师鲁尔夫·盖苓（Rolf Geyling）在当时的天津英租界的香港道（Hong Kong Road）（今和平区睦南道74号）设计并督建了四栋古典风格的花园别墅。从1933年到1948年期间，李勉之、李允之、李进之、李慎之兄妹四人相继从唐山市迁至天津英租界睦南道居住。

## 建筑风格
李勉之旧居是由四幢相同的庭院式别墅组成的小型别墅群，建筑面积为1000平米，院内面积为1000平方米，该别墅群由奥地利建筑师盖苓设计，每栋别墅为地下一层、地上二层砖木结构楼房，局部为三层，建筑顶部为红瓦坡顶，外立面以卵石罩面。建筑内部按装修考究。

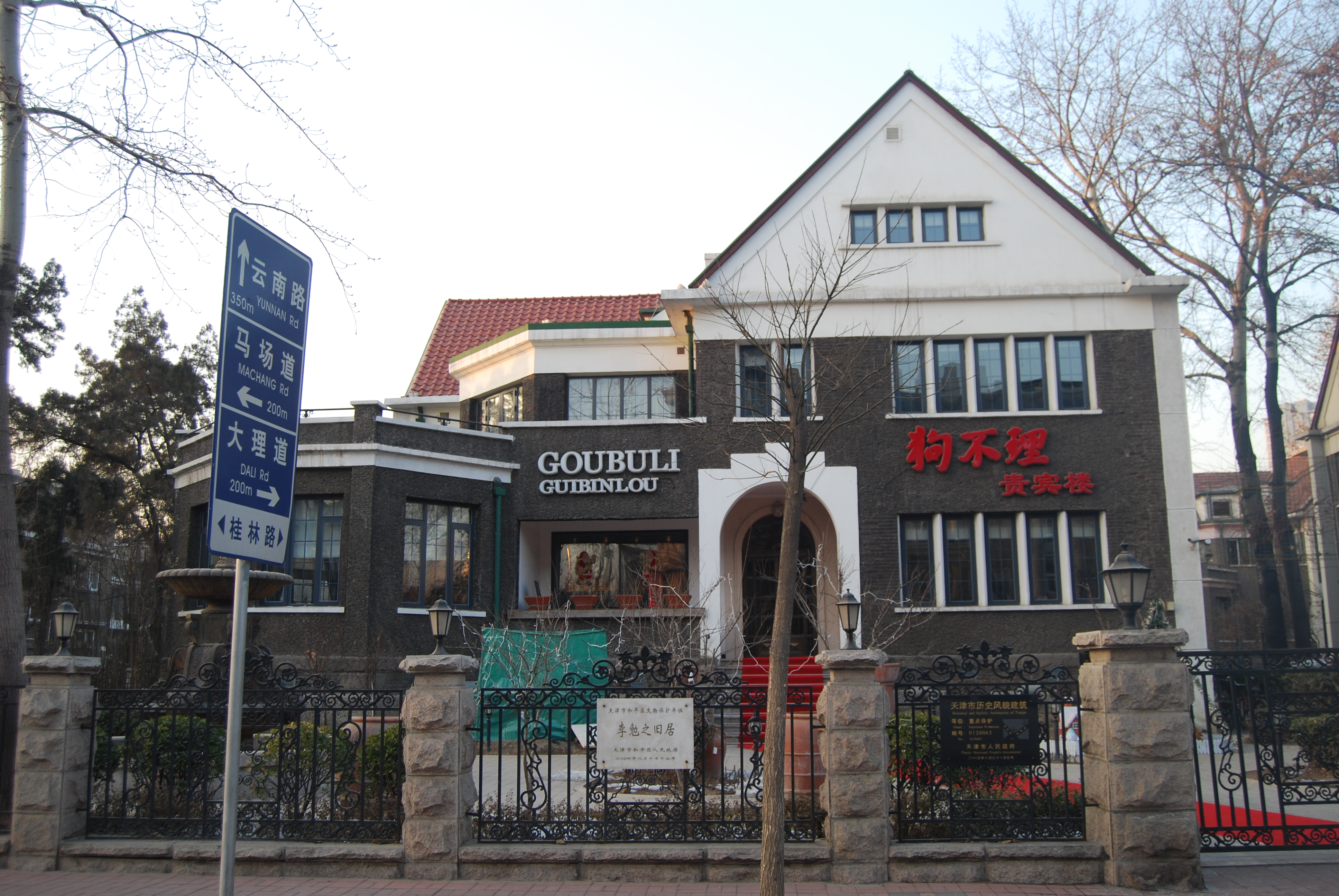
李慎之旧居
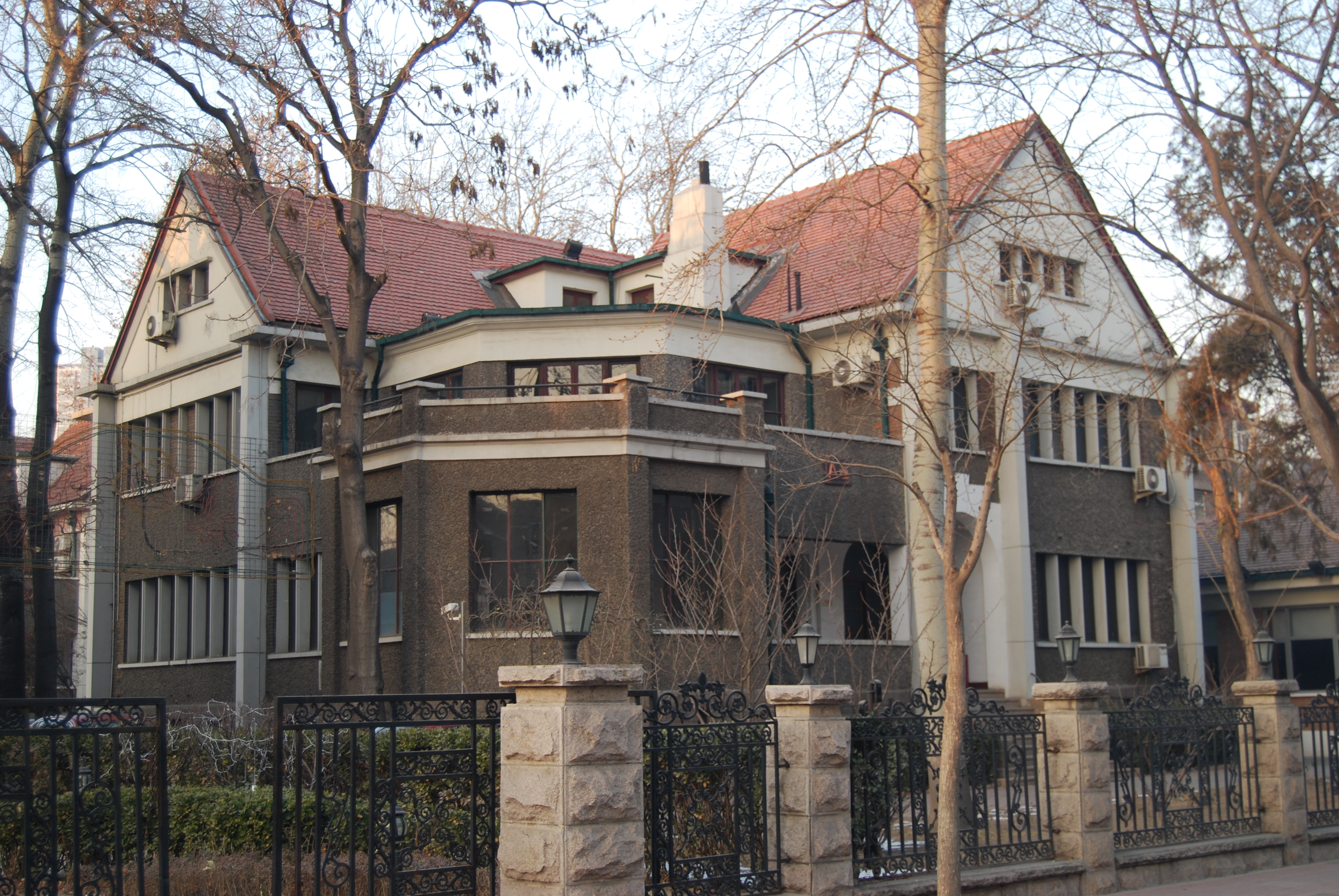
李勉之旧居
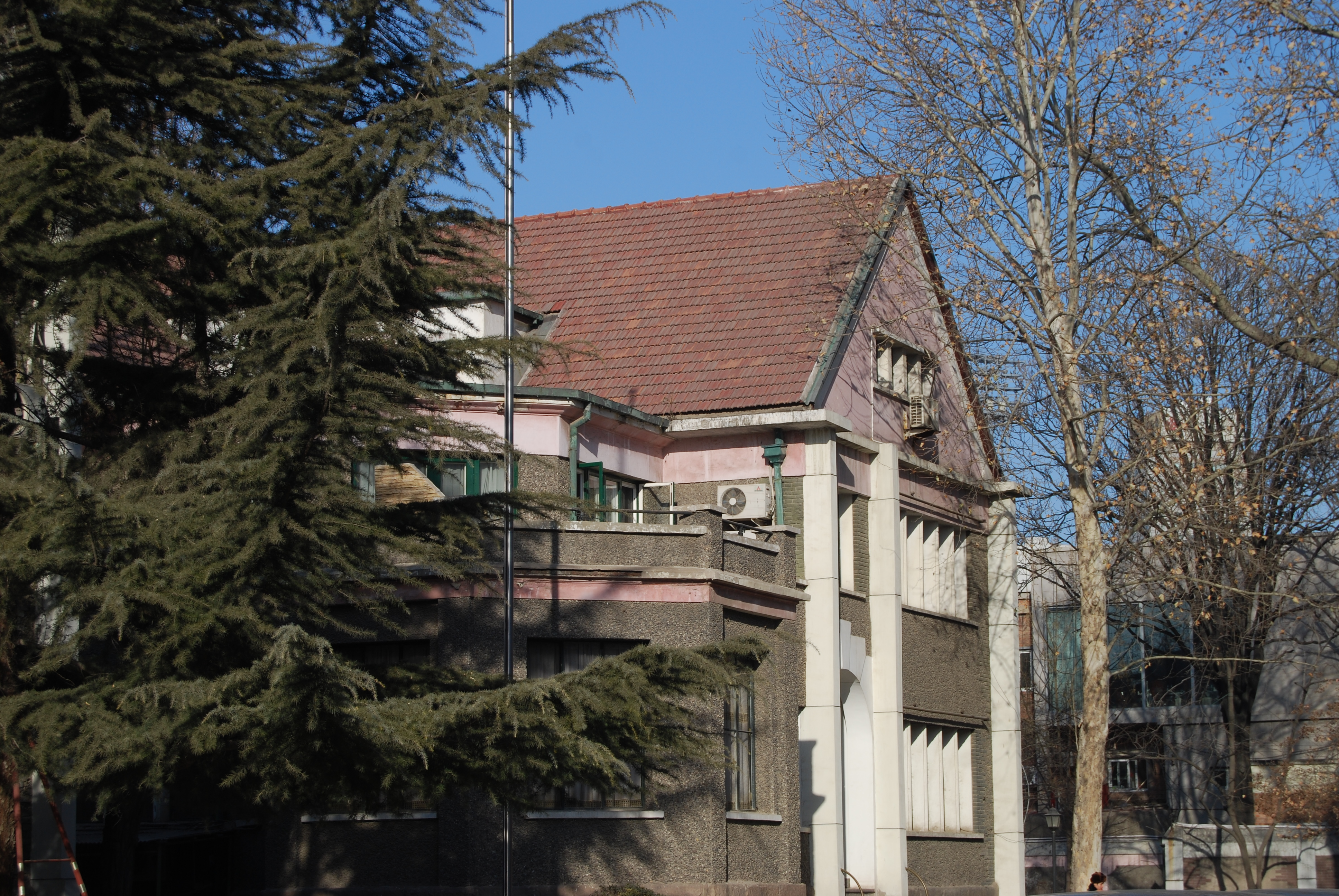
睦南道74号B座
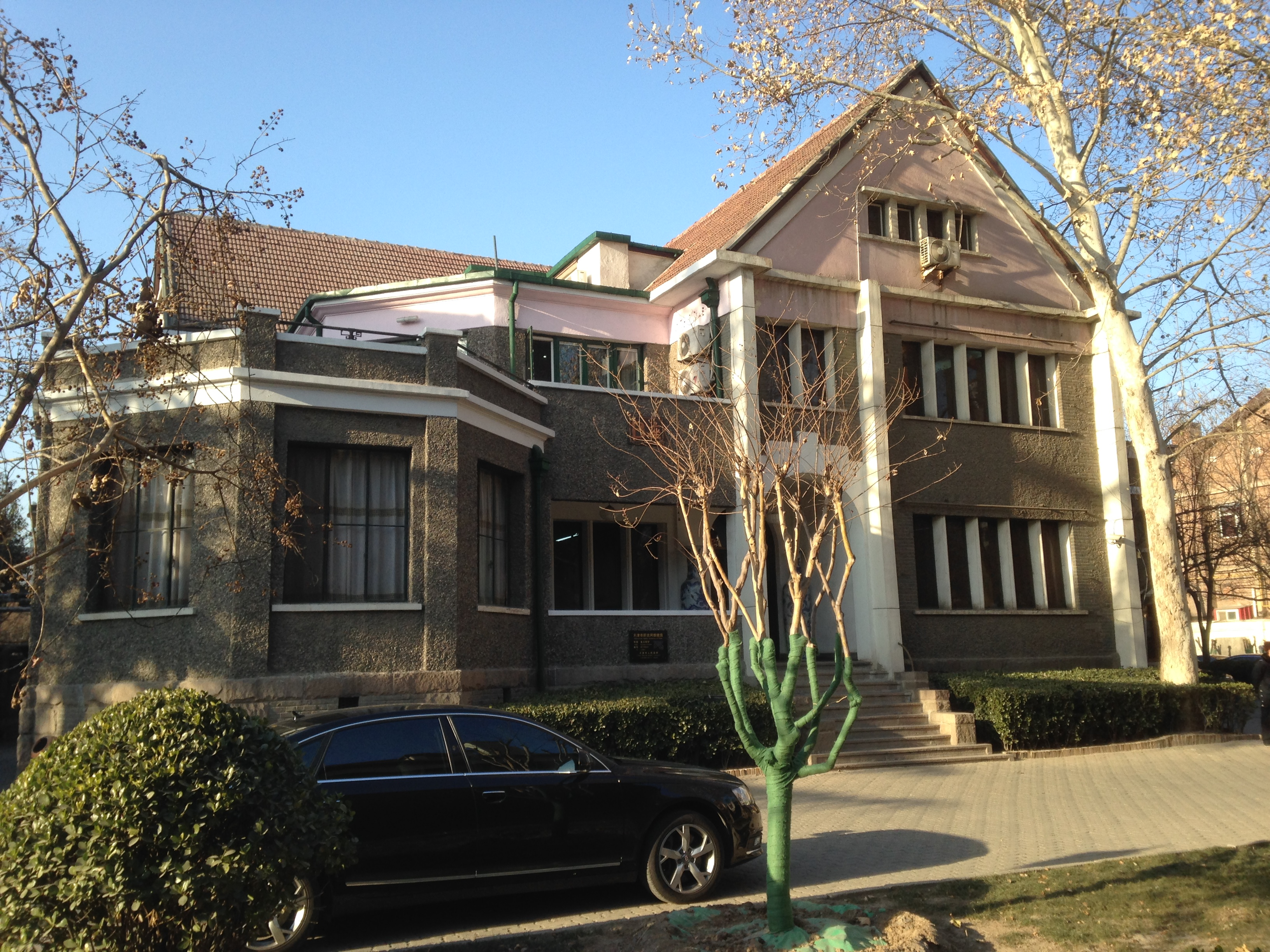
睦南道74号B座全景
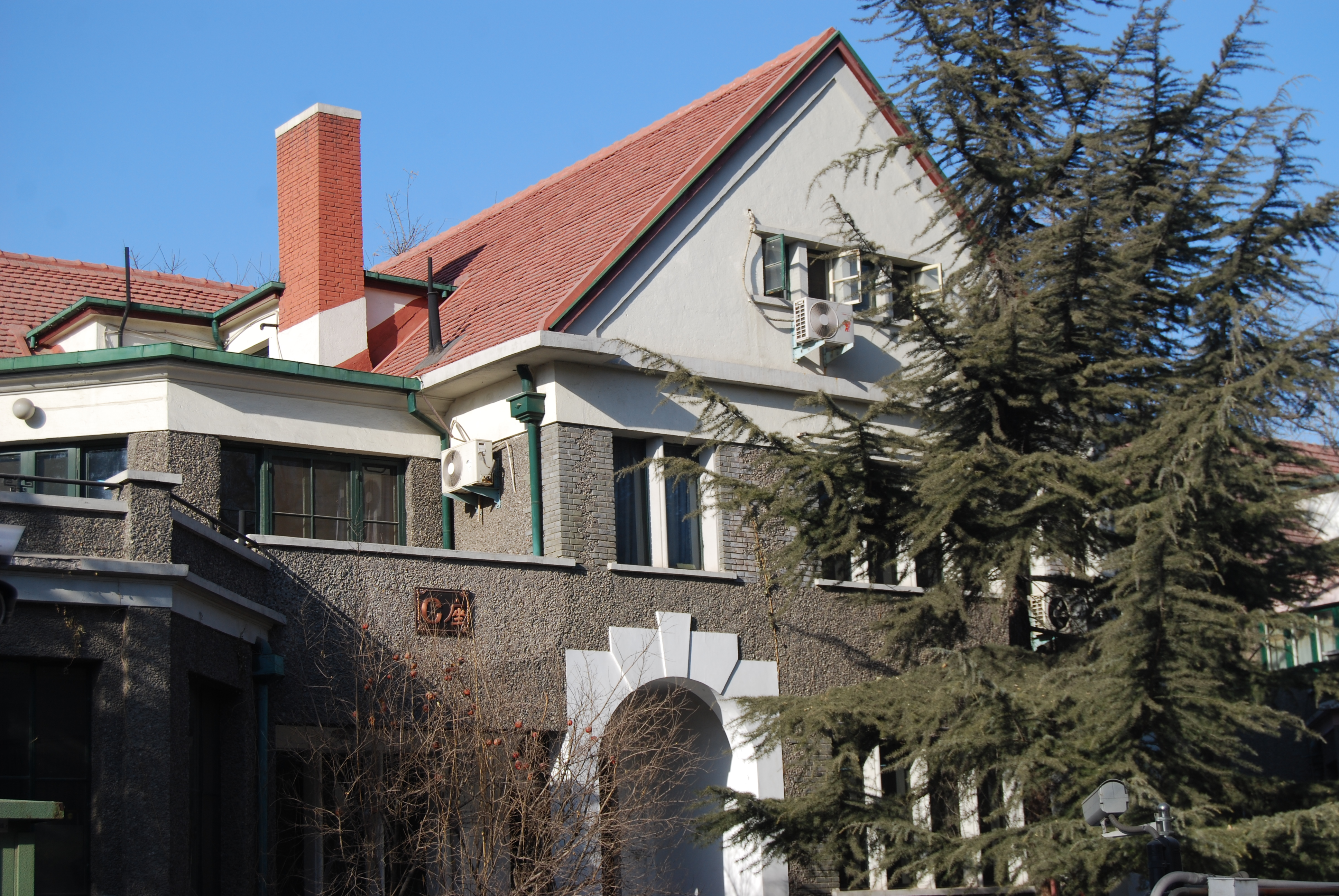
睦南道74号C座
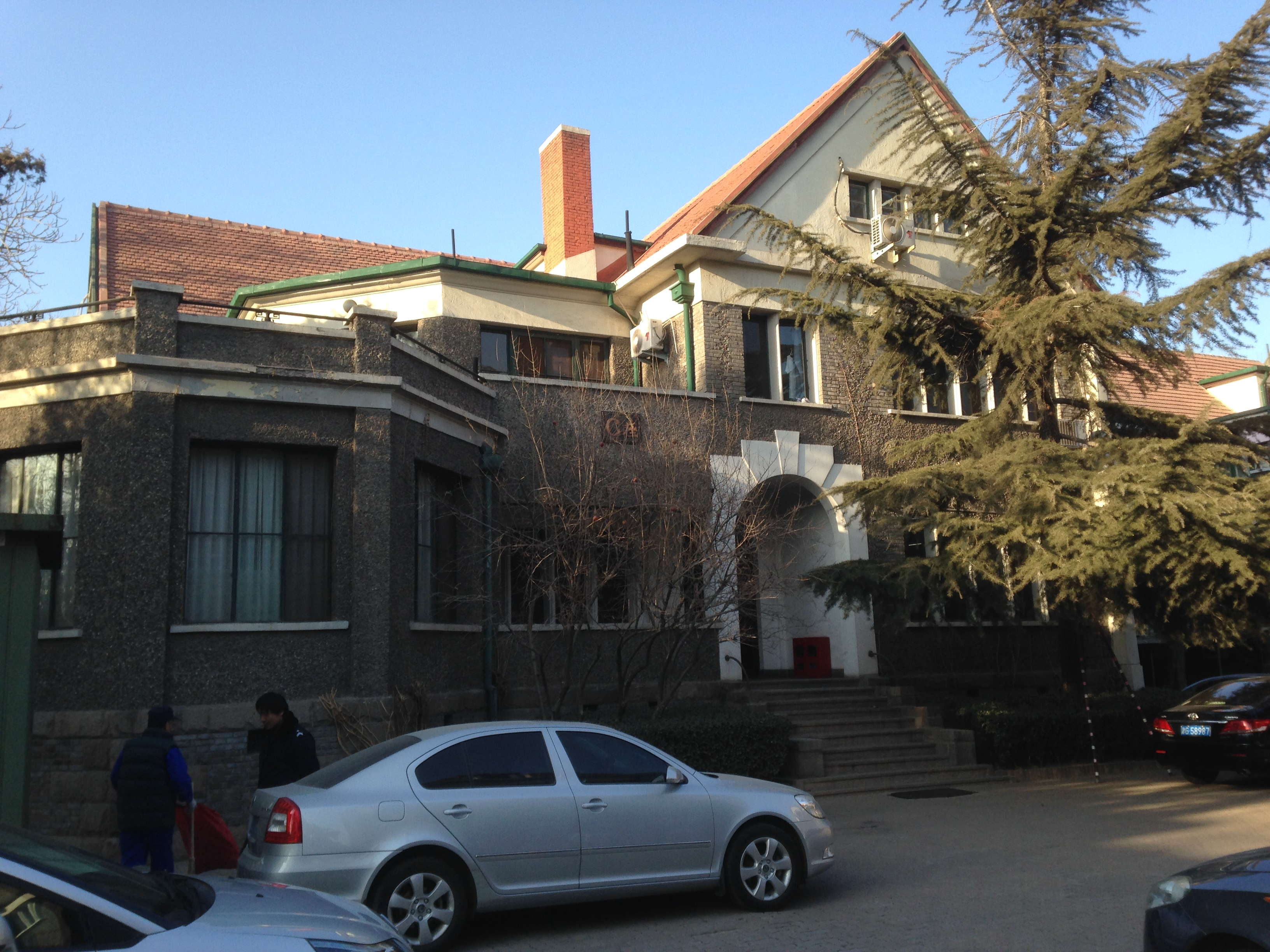
睦南道74号C座全景